# وی. تی. ویجایان
وی. تی. ویجایان (انگلیسی: V. T. Vijayan) یک تدوین‌گر اهل هند است.
وی تدوین‌گر فیلم‌هایی همچون جنتلمن، بزرگراه، بازی با درگیری، نیزه، چایتانیا و پسرها بوده‌است.